# 웨이궁춘역

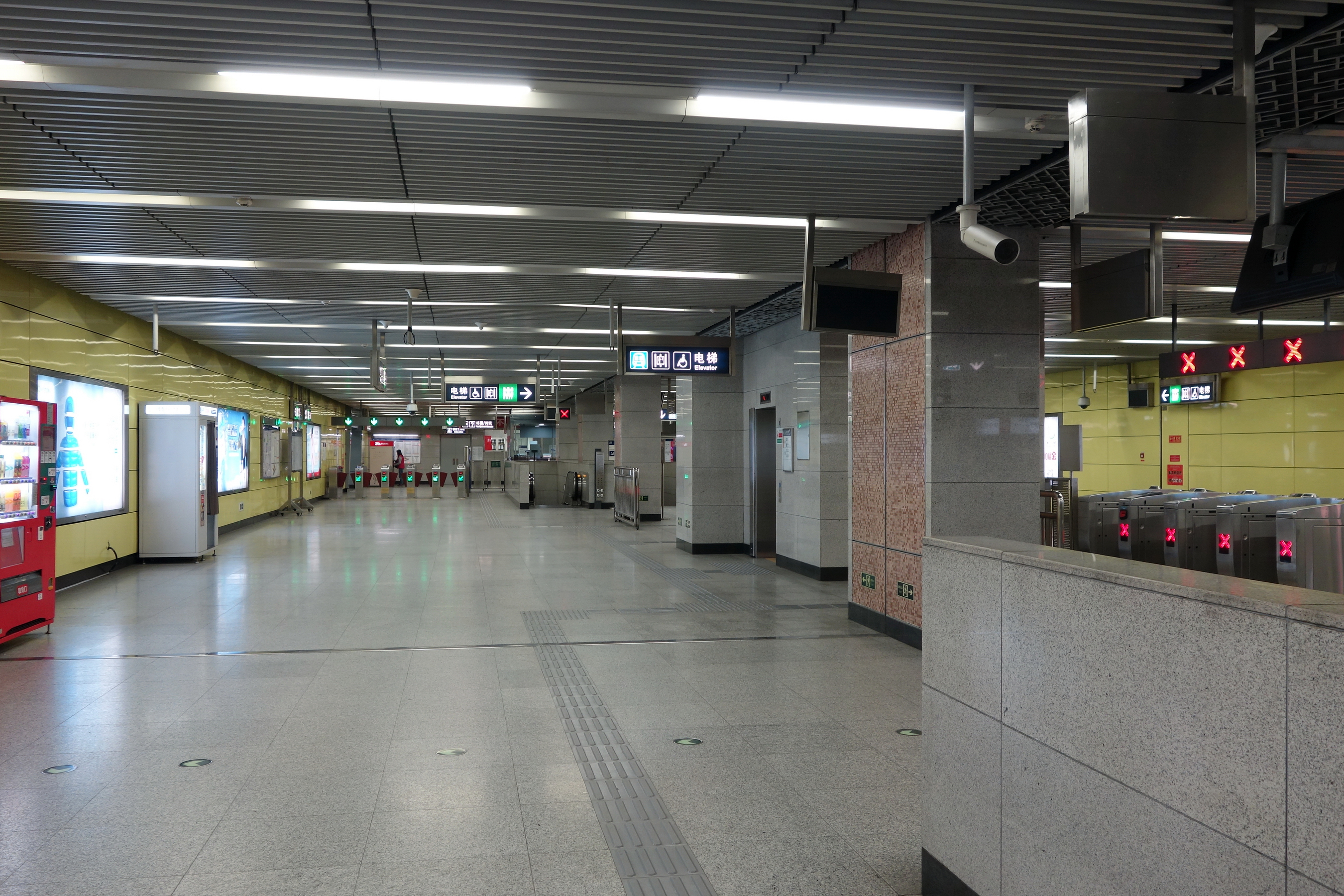
웨이궁춘 역 대합실

웨이궁춘역(魏公村站)은 중국 베이징시 하이뎬구 쯔주위안 가도와 베이샤관 가도 경계 사이의 중관춘 남대가, 웨이궁춘로, 쉐위안 남로 교차로에 위치한 베이징 지하철 4호선의 지하철역으로, 2009년 9월 28일 4호선 개통과 함께 개장되었다. 역 계획 당시 “쉐위안난루(学院南路)”역으로 명명되었다가, 이후에 “웨이궁춘(魏公村)”역으로 개정되었다. 역명은 지역명 「웨이궁춘」에서 따왔다.

## 위치
웨이궁춘 역은 중관춘 남대가(남북방향)와 웨이궁춘로-쉐위안 남로(동서방향)의 교차로 북쪽에 윘으며, 중관춘 남대가를 따라 남북방향으로 배치되어 있다.

## 역 구조
웨이궁춘 역은 개착식으로 지어진 지하 2층역이다. 역의 주요 색상은 노란색이고, 역 내부의 기둥은 짙은 붉은색과 갈색 모자이크와 석재로 이루어졌다.

### 층별 구조
| 지면     | 거리                            | A-D출구                                          |
| 지하 1층 | 대합실                          | 문의/매표소, 자동발매기, 조회기 현금자동입출금기 |
| 지하 2층 | ←                               | ■ 4호선 안허차오베이 방면(인민대학)              |
| 지하 2층 | 섬식 승강장, 왼쪽 출입문이 열림 |                                                  |
| 지하 2층 | →                               | ■ 4호선 톈궁위안 방면 (다싱선) (국가도서관)      |

### 승강장
웨이궁춘 역에는 중관춘 남대가 아래에 1개의 섬식 승강장을 갖추고 있다.

## 출구
웨이궁춘 역은 3개의 출구가 있다.: 서북(A), 동북(B), 서남(D). A출구에는 엘리베이터가 있다. 각 출구마다 주변 건물 및 시설 목록을 알려주는 표지판이 있다.
|                         |               | |      |
| 출구                    | 지시          | 출구 인근 | 사진 |
| 出口 · A                | 중관춘 남대가 | 중관춘 남대가(서측), 베이징 이공대학, 해전과학기술 빌딩(海淀科技大厦)                                                             |      |
| 出口 · B                | 중관춘 남대가 | 중관춘 남대가(동측）, 중국농업과학원, 중-일 농업기술연구발전센터                                                                  |      |
| 出口 · D                | 웨이궁춘로    | 웨이궁춘로(북측）, 중앙민족대학, 베이징 외국어대학, 국가개방대학 실험학원, 해방군 예술학원, 웨이궁춘 소학교, 베이징 대학 구강병원 |      |
| 아이콘 설명: 엘리베이터 |               | |      |